# Попов Євген Олексійович
Євген Олексійович Попов (24 лютого (8 березня) 1899, Путивль, Сумська обл. — 6 червня 1961, Москва) — радянський психіатр, доктор медичних наук, завідувач кафедри психіатрії 1-го Харківського медичного інституту, дійсний член Академії медичних наук СРСР.

## Життєпис
Уродженець м. Путивля, Євген Олексійович народився 24 лютого 1899 р. у родині акцизного чиновника.
У 1924 р., закінчивши Харківський медичний інститут (ХМІ), став аспірантом при науково-дослідницькій кафедрі психіатрії.
У 1927 р., після закінчення аспірантури, захисту дисертації, став науковим співробітником цієї кафедри. Учень В. П. Протопопова. Одночасно працював в Українському інституті клінічної психіатрії та соціальної психогігієни (після реорганізації Психоневрологічна академія (з 1932), потім знов інститут (1936)) ординатором, потім доцентом (1930—1933), завідувачем клініки (1932—1941). Водночас до серпня 1940 р., був завідувачем кафедри психіатрії 1-го Харківського медичного інституту.
У 1929 р. Євген Олексійович був у науковому відрядженні в Німеччині, де працював у Берліні та Франкфурті-на-Майні. Майже рік стажувався у клініці відомого професора-психіатра Клейста, де був зайнятий питаннями патогенезу, походженням психічних розладів, їхньої патофізіологічної основи. Добре володів німецькою, французькою та англійською мовами.
Після відрядження, повернувшись до Харкова, продовжував працювати ще й в Українському інституті для вдосконалення лікарів.
У 1940 р. успішно захистив дисертацію на здобуття наукового ступеня доктора медичних наук.
У 1941 р. вчений евакуювався до Ташкента. Там працював консультантом у Республіканській обласній лікарні та консультував поранених у шпиталях.
Повернувшись до Харкова у 1943 р. був призначений зам. директора з наукової роботи Харківського психоневрологічного інституту, завідував його клінікою та водночас керував кафедрою психіатрії ХМІ.
У 1945 р. вчений був нагороджений орденом Трудового Червоного Прапора за роботу під час Великої Вітчизняної війни.
У лютому 1951 р. був переведений до Москви в розпорядження Міністерства охорони здоров'я СРСР. До 1960 р. очолював кафедру психіатрії 1-го Московського медичного інституту, водночас працюючи у психіатричній клініці ім. С. С. Корсакова Інституту психіатрії АМН СРСР. Останні пів року свого життя вчений працював заступником директора з наукової роботи цього інституту.
У 1946 р. — став членом-кореспондентом АМН СРСР.
У 1957 р. — обрано дійсним членом АМН СРСР.
Вчений неодноразово був обраний заступником і головою Московського правління Всесоюзного товариства невропатологів і психіатрів.
У 1959 р. його обрано почесним членом Чехословацького медичного товариства ім. Пуркіньє. Гідно представляв нашу країну на конференціях психіатрів у Швейцарії, Чехословаччині, Австрії, Румунії, Данії, виступаючи з доповідями. У Китаї декілька місяців читав курс лекцій з психіатрії.
Є. О. Попов помер 6 червня 1961 р. від інфаркту у Москві.

## Наукова та педагогічна робота
Направленість наукової діяльності вченого — вища нервова діяльність, загальна психопатологія, шизофренія, епілепсія, неврози, терапія психозів, вивчення фізіологічних основ психічних розладів. Ним було сформулювано нову теорію галюцинацій, згідно з якою в основі галюцинацій лежить не патологічне збудження, а часткове гальмування кори головного мозку, запропоновано оригінальну «біологічну» концепцію патогенезу шизофренії, яку він активно розробляв.
1934—1935 рр. вченим доказана роль безсоння у виникненні делірію і розроблений спосіб його усунення, який став широковідомим в медичній практиці.
Аналізуючи захворювання воєнного часу, Є. О. Попов запропонував концепцію «фіксаційного неврозу» як особливої форми невротичної реакції.
Вчений створив велику школу психіатрів України та Росії. Його учні стали провідними вітчизняними вченими-психіатрами.
Євген Олексійович — автор понад 130 друкованих робіт.

## Звання
З 1946 р. член-кореспондент АМН СРСР.
З 1957 р. дійсний член АМН СРСР.

## Нагороди
У 1945 р. нагороджений орденом Трудового Червоного Прапора.